# Merulana bicarinata
Merulana bicarinata är en kräftdjursart som beskrevs av Gustav Budde-Lund1913. Merulana bicarinata ingår i släktet Merulana och familjen Armadillidae. Inga underarter finns listade i Catalogue of Life.